# Telo (torrente)
Il Telo è un torrente della Provincia di Como.

## Idrografia

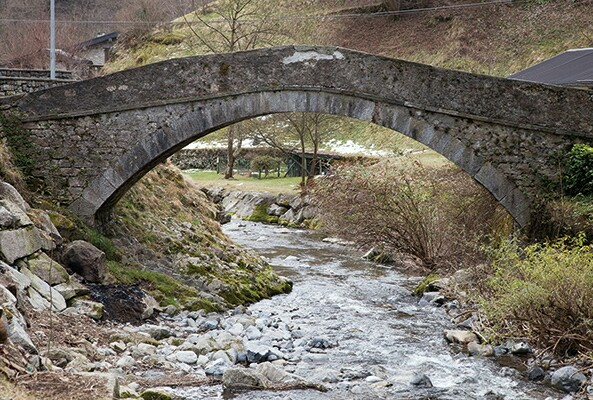
il ponte sul Telo di Dizzasco, sulla mulattiera per Cerano

Nasce poco sotto la Cima Orimento (Centro Valle Intelvi), e scorre nella Val d'Intelvi, raccogliendo, nel suo corso, le acque del torrente della Val Lura presso Montronio, della valle di Erboggia e della conca di Schignano. Bagna i comuni di Centro Valle Intelvi, Cerano d'Intelvi, Schignano, Dizzasco ed Argegno, dove sfocia nel lago di Como dopo aver attraversato il centro del paese, creando una conoide alluvionale.
Il torrente, pur essendo perenne, ha scarsa portata che può tuttavia crescere repentinamente in caso di forti precipitazioni. Come il 5 settembre 1998, quando ruppe gli argini ad Argegno e la furia delle acque trascinò due bus e due automobili nel lago.
Curiosamente viene comunemente chiamato con lo stesso nome un altro torrente che nasce vicino a Scaria (comune dell'Alta Valle Intelvi), per poi dirigersi verso il lago di Lugano dove sfocia ad Osteno (comune di Claino con Osteno), prendendo per questo il nome di Telo di Osteno.